# Dambae
Dambae – dystrykt (srŏk) we wschodniej Kambodży, w prowincji Kâmpóng Cham. Stanowi jeden z 16 dystryktów tworzących prowincję. W 1998 roku zamieszkiwany przez 51 650 mieszkańców.

## Podział administracyjny
W skład dystryktu wchodzi 7 gmin (khum):
- Chong Cheach
- Dambae
- Kouk Srok
- Neang Teut
- Seda
- Tuek Chrov
- Trapeang Pring

## Kody
- kod HASC[2] (Hierarchical administrative subdivision codes) – KH.KM.DB
- kod NIS[2] (National Institute of Statistics district code) – 0304